# Aulis J. Alanen
Aulis Johannes (Jussi) Alanen, född den 2 maj 1906 i Storå, död 2 oktober 1987 i Helsingfors, historiker, professor i historia vid Tammerfors universitet 1955-72.
Alanens inriktning är ekonomiska och socialhistoriska ämnen. Han har studerat åtgärder som vidtogs för att förbättra jordbrukets avkastning på 1700-talet. Han benämner dessa åtgärder som prefysiokratiska. 
Det myndighet som skapades genom ett kungligt beslut för ett kanalbygge i Kymmenedalen, strömrensingsdirektionen år 1799, har han kallat för "Finlands första centrala ämbetsverk". Det var ett av de största offentliga arbetena i svenska riket under den gustavianska tiden. Finska krigets utbrott ledde till att projektet aldrig slutfördes. 
Bland hans arbeten märks Suomen maakaupan historia (1957), som behandlar den finska lanthandelns uppkomst och utveckling. Han har även skrivit en biografi över Santeri Alkio (1976).